# Гумулен
Гумулен (α-гумулен, (1E,4E,8E)-2,6,6,9-тетраметилциклоунидека-1,4,8-триен) - циклический природный сесквитерпен.

## Нахождение в природе
Гумулен наряду с изомерным ему кариофилленом является основным компонентом (до 15—20%) эфирного масла хмеля, придаёт вкус вьетнамскому кориандру и конопле посевной.